# Digitalt ritbord

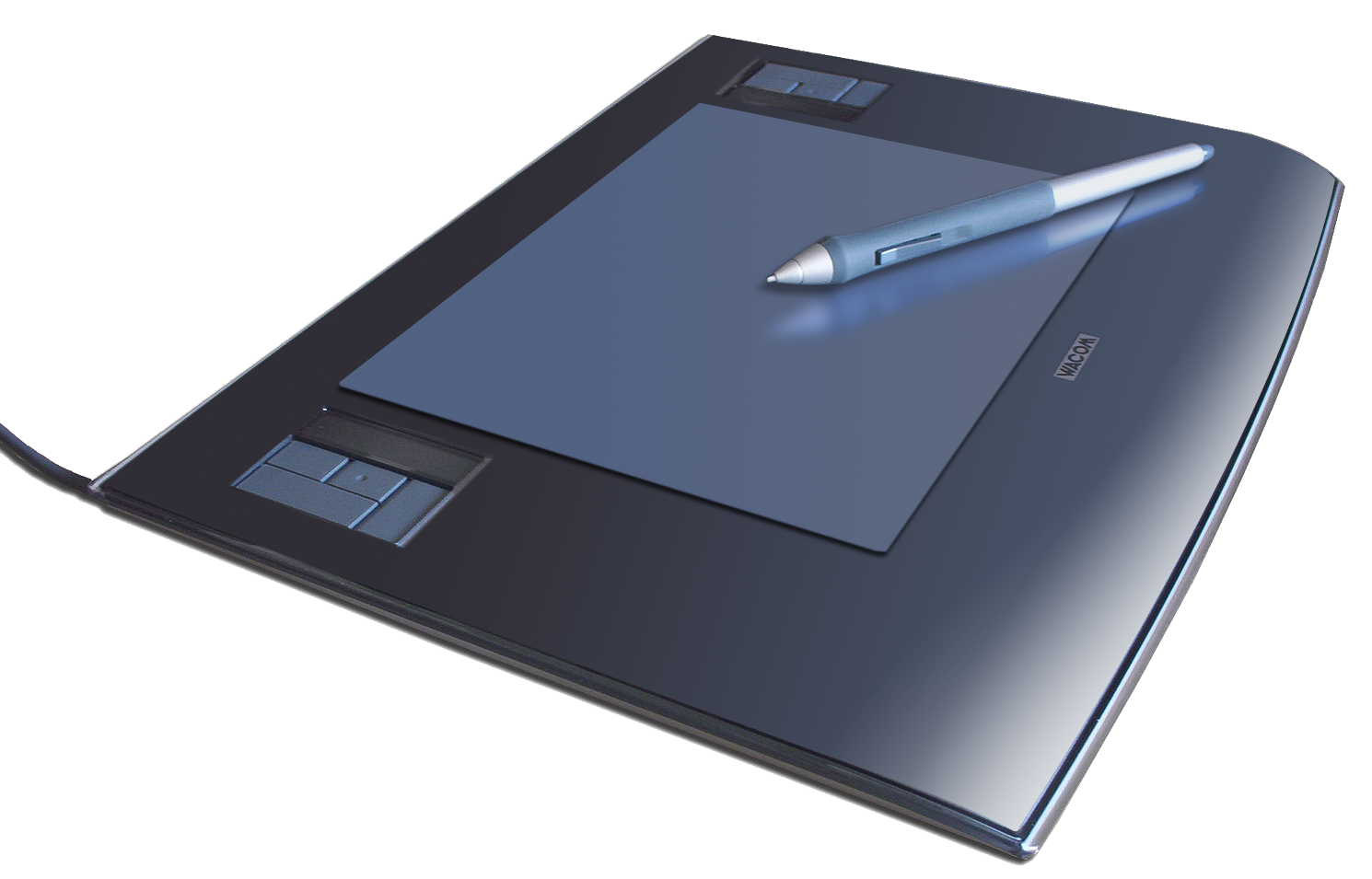
Ett ritbord av märket Wacom.

Ett digitalt ritbord, även ritplatta och ritbräda, är ett tillbehör för datorer som gör det möjligt att rita för hand på ett sätt som är mycket mer naturligt än med en mus, då man använder en penna på en platta. Pennans position på plattan motsvarar markörens position på bildskärmen och i program som stöder detta så registreras tryck och lutning (lutning endast i mer avancerade bord) vilket ger väldigt hög precision och kontroll. På senare tid har även användare börjat använda ritborden helt eller delvis som ersättning för musen, då det ger bättre ergonomi för handleder och känns mer intiutivt för dem.
Digitala ritbord kallas även "tablet", "pennplatta", "ritplatta" och "ritbräda" i dagligt tal. Illustratörer jobbar ofta med digitala ritbord vid skapande av digital konst.
Några tillverkare är Aiptek, Wacom och Genius.